# Índex das Revistas Médicas Portuguesas
O Índex das Revistas Médicas Portuguesas (ÍndexRMP) é uma base de dados de revistas, publicações e teses médicas de Portugal. 
Desde 1992, reúne de forma exaustiva dezenas de milhares de resumos dos artigos das publicações médicas e de áreas relacionadas com a saúde, identificando os seus títulos, autores e locais de trabalho.
Segundo o seu webmaster, Jorge Crespo, a base de dados foi lançada com a necessidade de agregar, num único espaço online, as publicações médicas portuguesas, à semelhança do que já se fazia anteriormente em plataformas como, por exemplo, a MEDLINE.
É a única base de dados a reunir todos os artigos publicados nas revistas médicas portuguesas.
Contém mais de 200 revistas introduzidas, das quais 70 se mantêm activas. Todas ali se encontram, desde a pediatria à geriatria, da estomatologia à coloproctologia, da psiquiatria a qualquer área cirúrgica ou médica, incluindo revistas de ética e de gestão, revistas de farmacologia, de saúde pública, de nutrição, de epidemiologia e até de veterinária (artigos escolhidos). Para além da Medicina, contém também algumas revistas de enfermagem e de fisioterapia.
É uma base de acesso gratuito, quando utilizada a título pessoal.
Ao longo dos seus mais de 30 anos de existência, para além de permitir pesquisas em qualquer dos campos de descrição dos artigos (título, resumo, autores, afiliação e keywords), o ÍndexRMP tem sido utilizado para realizar diversas revisões sistemáticas da literatura, sendo uma referência de indexação para muitas revistas médicas de Portugal.